# Mistrzostwa Ameryki Środkowej i Karaibów w Lekkoatletyce 1989
12. Mistrzostwa Ameryki Środkowej i Karaibów w Lekkoatletyce – zawody lekkoatletyczne, które odbyły się w dniach 27-29 lipca 1989 w San Juan.

## Rezultaty

### Mężczyźni
| Konkurencja                   | 1. miejsce                                                                      | Wynik    | 2. miejsce                                                             | Wynik    | 3. miejsce                                       | Wynik    |
| ----------------------------- | ------------------------------------------------------------------------------- | -------- | ---------------------------------------------------------------------- | -------- | ------------------------------------------------ | -------- |
| Bieg na 100 m                 | Joel Isasi                                                                      | 10,33    | Andrés Simón                                                           | 10,34    | Andrew Smith                                     | 10,47    |
| Bieg na 200 m                 | Edgardo Guilbe                                                                  | 20,53    | Clive Wright                                                           | 20,55    | Patrick O’Connor                                 | 20,95    |
| Bieg na 400 m                 | Roberto Hernández                                                               | 44,84    | Lázaro Martínez                                                        | 45,56    | Seibert Straughn                                 | 45,63    |
| Bieg na 800 m                 | Jorge Rosales                                                                   | 1:50,24  | Luis Toledo                                                            | 1:50,29  | Jorge Irizarry                                   | 1:51,33  |
| Bieg na 1500 m                | Linton McKenzie                                                                 | 3:41,27  | José López                                                             | 3:41,56  | José Isaac                                       | 3:42,30  |
| Bieg na 5000 m                | Armando Quintanilla                                                             | 14:10,00 | Ignacio Fragoso                                                        | 14:28,50 | José Morales                                     | 14:35,00 |
| Bieg na 10 000 m              | Salvador Parra                                                                  | 29:29,73 | Alberto Cuba                                                           | 29:36,48 | Oscar González                                   | 29:48,00 |
| Półmaraton                    | Salvador García                                                                 | 1:07:56  | César Mercado                                                          | 1:08:38  | Horacio Cabrera                                  | 1:08:41  |
| Bieg na 3000 m z przeszkodami | Juan Ramón Conde                                                                | 8:48,13  | Adalberto Vélez                                                        | 8:48,19  | José Martínez                                    | 8:51,81  |
| Bieg na 110 m przez płotki    | Emilio Valle                                                                    | 13,48    | Andrew Parker                                                          | 13,89    | Elvis Cedeño                                     | 14,09    |
| Bieg na 400 m przez płotki    | Domingo Cordero                                                                 | 50,22    | Juan Gutiérrez                                                         | 50,80    | Wilfredo Ferrer                                  | 50,95    |
| Sztafeta 4 × 100 m            | Jamajka John Mair · Andrew Smith · Clive Wright · Patrick O’Connor              | 39,51    | Kuba Joel Isasi · Jaime Jefferson · Andrés Simón · Emilio Valle        | 39,89    | Portoryko b.d. · b.d. · b.d. · Roberto Hernández | 40,70    |
| Sztafeta 4 × 400 m            | Kuba Roberto Hernández · Lázaro Martínez · Agustín Pavo · Juan Carlos Hernández | 3:04,90  | Jamajka John Taylor · Howard Burnett · Devon Morris · Patrick O’Connor | 3:05,57  | Portoryko b.d. · b.d. · b.d. · b.d.              | 3:12,70  |
| Chód na 20 km                 | Martín Bermúdez                                                                 | 1:28:11  | Ernesto Canto                                                          | 1:29:02  | Daniel Vargas                                    | 1:30:42  |
| Skok wzwyż                    | Javier Sotomayor                                                                | 2,44     | Troy Kemp                                                              | 2,26     | Antonio Burgos                                   | 2,24     |
| Skok o tyczce                 | Ángel García                                                                    | 4,95     | Miguel Escoto                                                          | 4,85     | Konstantín Zagustín                              | 4,60     |
| Skok w dal                    | Jaime Jefferson                                                                 | 7,96     | Luis Bueno                                                             | 7,92     | Elmer Williams                                   | 7,78     |
| Trójskok                      | Jorge Reyna                                                                     | 17,12    | Juan Miguel López                                                      | 16,54    | Steve Hanna                                      | 16,07    |
| Pchnięcie kulą                | Jorge Montenegro                                                                | 17,49    | Samuel Crespo                                                          | 17,25    | Hubert Maingot                                   | 16,39    |
| Rzut dyskiem                  | Roberto Moya                                                                    | 61,12    | Gabriel Pedroso                                                        | 55,86    | Samuel Crespo                                    | 51,00    |
| Rzut młotem                   | René Díaz                                                                       | 62,90    | Guillermo Guzmán                                                       | 59,56    | Eddy Concepción                                  | 57,00    |
| Rzut oszczepem                | Ramón González                                                                  | 78,64    | Héctor Duharte                                                         | 74,74    | Luis Carrasco                                    | 66,32    |
| Dziesięciobój                 | Antonio Greene                                                                  | 7421     | Antonio Greene                                                         | 7421     | José Velázquez                                   | 7083     |

### Kobiety
| Konkurencja                | 1. miejsce                                                                     | Wynik    | 2. miejsce                                | Wynik    | 3. miejsce                          | Wynik    |
| -------------------------- | ------------------------------------------------------------------------------ | -------- | ----------------------------------------- | -------- | ----------------------------------- | -------- |
| Bieg na 100 m              | Pauline Davis                                                                  | 11,25    | Liliana Allen                             | 11,32    | Angela Williams                     | 11,51    |
| Bieg na 200 m              | Grace Jackson                                                                  | 22,36    | Angela Williams                           | 23,01    | Liliana Allen                       | 23,27    |
| Bieg na 400 m              | Ana Fidelia Quirot                                                             | 50,63    | Angela Joseph                             | 52,40    | Grace Jackson                       | 53,00    |
| Bieg na 800 m              | Ana Fidelia Quirot                                                             | 2:02,24  | Donna-Mae Bean                            | 2:12,10  | Sonia Escalera                      | 2:12,60  |
| Bieg na 1500 m             | Milagros Rodríguez                                                             | 4:24,37  | Olga Ávalos                               | 4:27,40  | Lorie Ann Adams                     | 4:38,90  |
| Bieg na 3000 m             | María del Carmen Díaz                                                          | 9:34,00  | Milagros Rodríguez                        | 9:36,30  | Olga Ávalos                         | 9:39,20  |
| Bieg na 10 000 m           | Araceli Salas                                                                  | 35:15,90 | Maribel Durruty                           | 35:27,70 | Santa Velázquez                     | 35:43,50 |
| Bieg na 100 m przez płotki | Odalys Adams                                                                   | 13,01    | Aliuska López                             | 13,33    | Michelle Freeman                    | 13,64    |
| Bieg na 400 m przez płotki | Elsa Jiménez                                                                   | 58,03    | Monique Millar                            | 1:00,81  | Alejandra Quintanar                 | 1:01,25  |
| Sztafeta 4 × 100 m         | Kuba Odalys Adams · Liliana Allen · Aliuska López · Eusebia Riquelme           | 45,12    | Bahamy b.d. · b.d. · b.d. · Pauline Davis | 46,50    | Portoryko b.d. · b.d. · b.d. · b.d. | 49,46    |
| Sztafeta 4 × 400 m         | Kuba Ana Fidelia Quirot · Mercedes Álvarez · Elsa Jiménez · Milagros Rodríguez | 3:34,46  | Bahamy b.d. · b.d. · b.d. · b.d.          | 3:39,46  | Portoryko b.d. · b.d. · b.d. · b.d. | 3:53,10  |
| Chód na 10 000 m           | Graciela Mendoza                                                               | 48:19,28 | Maricela Chávez                           | 51:53,87 | N/A                                 | N/A      |
| Skok wzwyż                 | Silvia Costa                                                                   | 1,85     | Ioamnet Quintero                          | 1,80     | Mayra Medina                        | 1,70     |
| Skok w dal                 | Eloína Echevarría                                                              | 6,59     | Euphemia Huggins                          | 6,47     | Daphne Saunders                     | 6,31     |
| Pchnięcie kulą             | Herminia Fernández                                                             | 16,07    | Idalmis Leyva                             | 14,17    | Virginia Salomón                    | 14,12    |
| Rzut dyskiem               | Idalmis Leyva                                                                  | 58,76    | Olga Gómez                                | 55,16    | Denise Taylor                       | 39,90    |
| Rzut oszczepem             | Laverne Eve                                                                    | 62,42    | Dulce García                              | 61,18    | Herminia Bouza                      | 57,82    |
| Siedmiobój                 | Yolaida Pompa                                                                  | 5224     | Dornel Butler                             | 5053     | Lucila Carmona                      | 4388     |

## Klasyfikacja medalowa
Klasfikacja opracowana na podstawie materiałów źródłowych nie uwzględnia srebrnego medalu, który był przypisany bahamskiemu lekkoatlecie Antonio Greene.
  *   Gospodarz ( Portoryko)
| Miejsce | Reprezentacja     | Złoto | Srebro | Brąz | Razem |
| ------- | ----------------- | ----- | ------ | ---- | ----- |
| 1       | Kuba              | 26    | 16     | 5    | 47    |
| 2       | Meksyk            | 7     | 9      | 5    | 21    |
| 3       | Bahamy            | 3     | 5      | 3    | 11    |
| 4       | Jamajka           | 3     | 3      | 4    | 10    |
| 5       | Portoryko*        | 2     | 2      | 10   | 14    |
| 6       | Trynidad i Tobago | 0     | 3      | 2    | 5     |
| 7       | Wenezuela         | 0     | 1      | 8    | 9     |
| 8       | Bermudy           | 0     | 1      | 0    | 1     |
| 9       | Gujana            | 0     | 0      | 1    | 1     |
| 9       | Gwatemala         | 0     | 0      | 1    | 1     |
| 9       | Barbados          | 0     | 0      | 1    | 1     |
| Razem   | Razem             | 41    | 40     | 40   | 121   |